# Mouvement des chômeurs
 (février 2006).
 (juin 2021).
La mise en forme du texte ne suit pas les recommandations de Wikipédia : il faut le « wikifier ».
Les points d'amélioration suivants sont les cas les plus fréquents. Le détail des points à revoir est peut-être précisé sur la page de discussion.
- Les titres sont pré-formatés par le logiciel. Ils ne sont ni en capitales, ni en gras.
- Le texte ne doit pas être écrit en capitales (les noms de famille non plus), ni en gras, ni en italique, ni en « petit »…
- Le gras n'est utilisé que pour surligner le titre de l'article dans l'introduction, une seule fois.
- L'italique est rarement utilisé : mots en langue étrangère, titres d'œuvres, noms de bateaux, etc.
- Les citations ne sont pas en italique mais en corps de texte normal. Elles sont entourées par des guillemets français : « et ».
- Les listes à puces sont à éviter, des paragraphes rédigés étant largement préférés. Les tableaux sont à réserver à la présentation de données structurées (résultats, etc.).
- Les appels de note de bas de page (petits chiffres en exposant, introduits par l'outil «  Source ») sont à placer entre la fin de phrase et le point final[comme ça].
- Les liens internes (vers d'autres articles de Wikipédia) sont à choisir avec parcimonie. Créez des liens vers des articles approfondissant le sujet. Les termes génériques sans rapport avec le sujet sont à éviter, ainsi que les répétitions de liens vers un même terme.
- Les liens externes sont à placer uniquement dans une section « Liens externes », à la fin de l'article. Ces liens sont à choisir avec parcimonie suivant les règles définies. Si un lien sert de source à l'article, son insertion dans le texte est à faire par les notes de bas de page.
- La présentation des références doit suivre les conventions bibliographiques. Il est recommandé d'utiliser les modèles {{Ouvrage}}, {{Chapitre}}, {{Article}}, {{Lien web}} et/ou {{Bibliographie}}. Le mode d'édition visuel peut mettre en forme automatiquement les références.
- Insérer une infobox (cadre d'informations à droite) n'est pas obligatoire pour parachever la mise en page.

Pour une aide détaillée, merci de consulter Aide:Wikification.
Si vous pensez que ces points ont été résolus, vous pouvez retirer ce bandeau et améliorer la mise en forme d'un autre article.
Les premiers mouvements de chômeurs datent du XIXe siècle. Au XXe siècle, les mouvements de chômeurs se sont surtout développés dans les années 1930 (à la suite de la crise de 1929), puis à nouveau à partir des années 1970, à la suite de la crise de 1973. Les premières revendications de chômeurs datent de 1975 pour obtenir notamment la gratuité des transports publics.

## Mouvement en France (jusqu'aux années 1990)

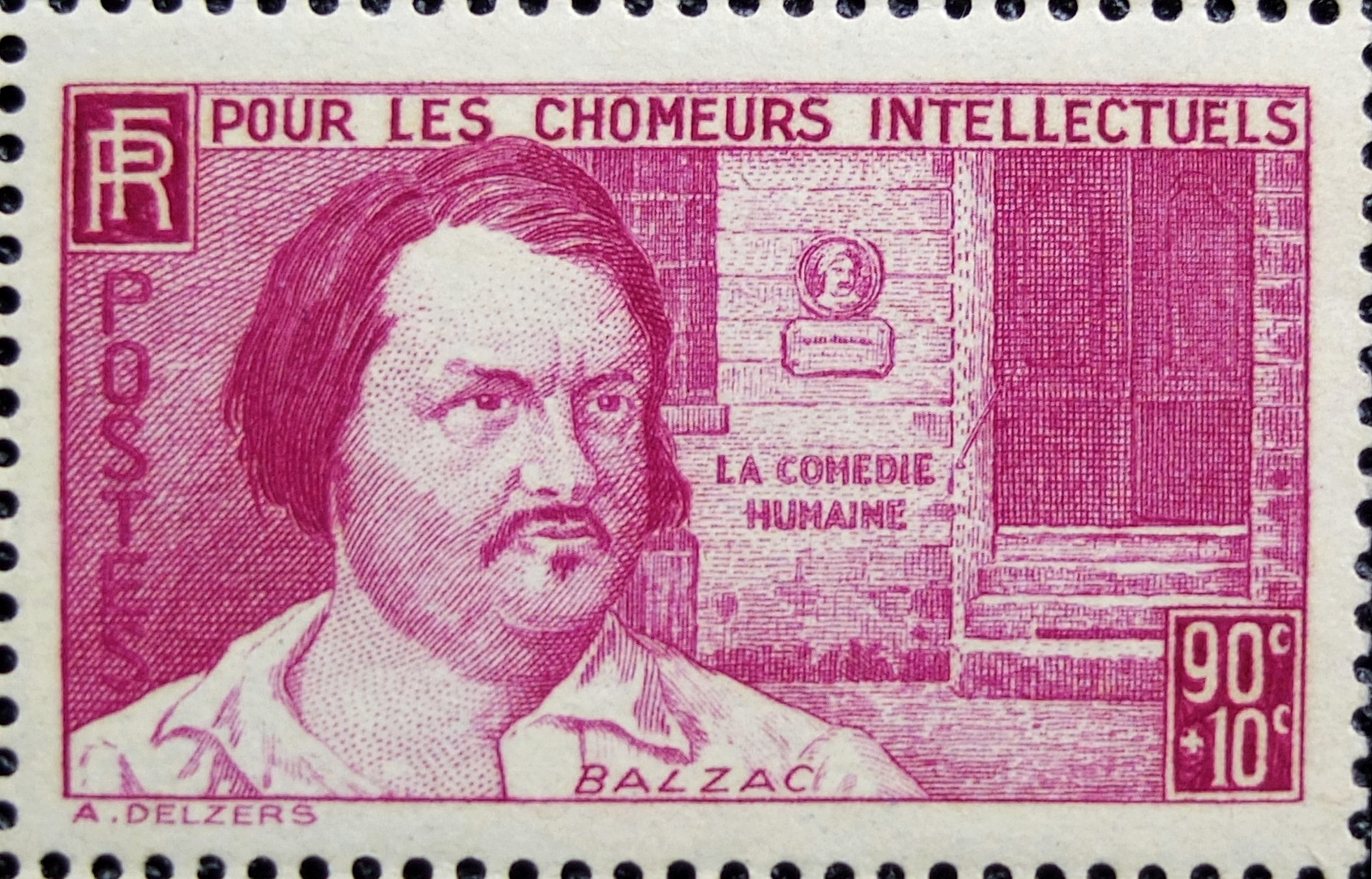
Timbre émis en 1939 au profit des Chômeurs intellectuels.

Fondé en 1920, la Confédération des travailleurs intellectuels fut à l'origine d'une initiative qui, de 1935 à 1940, surtaxe une série de 22 timbres au profit des travailleurs intellectuels et des artistes en difficulté et notamment au chômage.
En France, le mouvement de chômeurs à caractère revendicatif est antérieur à la création d'AC ! Ainsi, dès 1978 la CGT crée le Comité national de lutte et de défense des chômeurs et l'intègre dans ses statuts. En 1984, des associations autonomes de chômeurs se mettent en place.
Certains essayent de s'organiser dans les syndicats traditionnels. Des comités CGT chômeurs voient ainsi le jour. Mais les syndicats, hormis la CGT, bloquent toute tentative d'organisation autonome des chômeurs et des précaires.
"L'association des Jeunes contre la galère à Pau", crée une des premières Maisons des chômeurs, qui se veut à l'image des Bourses du Travail. Ses jeunes militants viennent de la CGT chômeurs. L'association lance un appel à une Marche nationale contre le chômage, qui n'aboutit pas. L'organisation inédite des sans emploi apparaît en 1982 avec la création du Syndicat des Chômeurs, qui exige déjà leur représentation dans les instances où se décide leur sort, un revenu minimum garanti contre la pauvreté et le développement prioritaire des emplois d'utilité sociale.
Mais ce n'est qu'à la suite de son intervention télévisuelle dans l'émission "Droit de réponse" en 1984 que le Syndicat des Chômeurs se structure dans tout l'hexagone. Son modèle d'entraide et d'organisation se concrétise également par la Maison des Chômeurs à Paris. Après une rencontre nationale suivie d'une manifestation nationale des chômeurs à Paris en 1985. Occupations d' ANPE, d' Assedic, investissement de tous les lieux où sont concentrés les chômeurs, actions plus ou moins dures se succèdent dans l'hexagone. Une manifestation nationale à Paris en 1985 réunira 5 000 personnes derrière un concert des Bérurier Noir. Certains s'accordent à reconnaître que c'est ce mouvement qui obtiendra le RMI, créé par Michel Rocard. Mais, miné par les bureaucraties, les querelles de pouvoir, les stratégies occultes de ceux qui sont alors au pouvoir (principalement le Parti Socialiste), après une scission débouchant sur la Fédération nationale des associations de chômeurs et de précaires, les associations de chômeurs et de précaires retournent à leur travail local. L'influence du Syndicat des Chômeurs se désagrège de par sa non-reconnaissance sociale et ses désaccords internes relatifs à l'abandon des revendications politiques au profit d'une gestion de l'assistance apportée aux chômeurs
Alors que la CGT chômeurs plafonne autour de 2000 adhérents et peine à avoir une efficacité, certains dans l'organisation syndicale (en particulier en région parisienne) pensent qu'une formule associative est mieux adaptée et des militants CGT licenciés de la métallurgie créent l'APEIS. Presque au même moment à Marseille ont lieu les premières tentatives de redimensionner l'activité chômeurs en particulier à la suite de l'élection présidentielle de 1988 qui avait vu Le Pen faire son premier gros score dans une élection de ce type. C'est à La Ciotat, un an plus tard que le comité chômeurs CGT prendra une importance décisive dans le conflit du chantier naval de La Ciotat. C'est de l'hiver 1990 que date, dans cette ville la première action pour la prime de Noël.
L'APEIS qui s'appelait l'APES est née dans le département du Val-de-Marne en 1988 sur l'initiative de Richard Dethyre. Cette année-là les chômeurs occupèrent les Assedic de Créteil durant 186 jours. L'association se développa dans les départements de l'Île de France ainsi qu'en province pour atteindre les 25 000 adhérents en 1995.

## Le mouvement associatif en France des années 1990
Le mouvement des chômeurs émerge réellement à partir de 1994 avec la fondation de l'association « Agir ensemble contre le Chômage » (AC !) par des syndicalistes de l'Union syndicale Solidaires et de la CFDT. AC ! lutte à cette époque pour l'abolition du chômage par le partage du temps de travail. La principale revendication est l'abaissement de la durée légale du travail à 32 heures par semaine. Une marche des chômeurs convergeant sur Paris est organisée au printemps. Cette marche rassemble alors essentiellement des sans-abris. On voit alors apparaître de nouveaux collectifs comme TCP (Travailleurs, Chômeurs, et Précaires en colère).

Le mouvement de chômeurs commence à s'organiser au niveau européen : 
En 1993 le comité chômeurs CGT de La Ciotat devient départemental et dans l'hiver suivant on observe des mouvements naissants à Toulouse et dans le Nord/ Pas de Calais. En 1994 la CGT lance le 12 mars dans toute la France une journée "On a tous la gueule de l'emploi" et en décembre 1995 10 000 chômeurs défilent sur La Canebière. Mais le mouvement va réellement prendre de l'ampleur en 1997 et 1998 avec le retour de la gauche au pouvoir. Dès le mois de juin 1997, des bureaux des Assedic sont occupés. À partir de cette époque, le mouvement des chômeurs ne lutte plus seulement pour obtenir des emplois mais surtout pour un revenu garanti égal au SMIC.
Le mouvement démarre de Marseille en décembre 1997 à l'initiative de la CGT. Les chômeurs demandent alors une prime de fin d'année de 3000 francs. En un mois, le mouvement se généralise à toute la France : les ASSEDIC et les Centres d'Action Sociale sont occupés. Outre AC ! et la CGT, le mouvement est aussi porté par d'autres associations comme l'APEIS (Association Pour l'Emploi et l'Insertion Sociale, proche du PCF) et le MNCP (Mouvement National des Chômeurs et des Précaires).
Le mouvement des chômeurs et précaires a commencé à Marseille le 11 décembre 1997 pour exiger le reversement du reliquat du fonds social des ASSEDIC envers ses allocataires (soit 13 milliards d'excédents). Si ces actions se développent dans la plupart des grandes villes depuis 1989, l'opération "prime de Noël 97" déborde très vite le cadre habituellement compatissant que lui réserve les médias officiels lors des fêtes de fin d'année... Les occupations d'ASSEDIC et d'ANPE se prolongent, des précaires rejoignent durablement les chômeurs dans leurs protestations, les revendications se précisent (représentation active dans les instances sociales, relèvement important de l'ensemble des allocations, réduction significative du temps de travail sans diminution des droits, établissement d'un revenu décent pour tous les plus démunis), des comités autonomes s'organisent partout, la contestation se transforme en véritable mouvement social. Celui-ci fut appréhendé par divers sociologues, tels que Pierre Bourdieu alors figure emblématique de la sociologie française, comme un vrai miracle social[citation nécessaire]. En effet les chômeurs constituent traditionnellement une catégorie dominée, dépourvue de capacités d 'action militante en raison de son atomisation ainsi que du sentiment de honte associé à cette condition. De plus, l'indignité sociale ou politique qui affecte les chômeurs, comme l'a dénoncé le sociologue Emmanuel Pierru (Guerre aux Chômeurs ou guerre au chômage) ainsi que les représentations misérabilistes qu'ils suscitent traditionnellement, engendrent l'absence de représentation syndicale ou politique de ce "groupe social". Ceci rend en principe très improbable l'émergence d'actions collectives, celles-ci supposant l'existence "d'entrepreneurs de mobilisation".

### Une grande victoire des associations de Chômeurs pour un million de chômeurs
Une grande victoire des chômeurs: les recalculés. Un accord prévoyait la suppression progressive des assedics à plus d'1 million de chômeurs. Accord signé par la CFDT entre autres et les organisations patronales ; accord signé en 2002. Massive application de l'accord avant Noël 2003. Ce sont les Associations de chômeurs (AC, APEIS, MNCP et GGT Chômeurs) qui en mettant en commun leurs ressources ont permis cette victoire par une bataille juridique et des mobilisations dans les associations en faisant reculer le gouvernement, l'organisation syndicale CFDT et autres signataires de l'accord... La nouvelle loi d'indemnisation fut retirée ! Belle victoire pour les chômeurs ! Cette victoire a permis aussi une plus grande reconnaissance des associations de chômeurs.

### L'Assemblée Générale des Chômeurs de Jussieu
Le mouvement se poursuit au début de l'année 1998. À Paris, l'École normale supérieure (ENS) est occupée. Le mouvement se radicalise autour de l'Assemblée de Jussieu, qui lutte sur des positions ouvertement révolutionnaires proches de la mouvance autonome et des situationnistes.. Les chômeurs et les précaires bousculent souvent les cadres traditionnels, de nombreuses Assemblées Générales de lutte ont lieu quotidiennement dans toute la France. Le mouvement est porteur d'exigences radicales : occupations des Assedic, des CAF, des Anpe, des Medef, le mouvement se propage de manière autonome. Mais, la gauche plurielle refuse de lâcher sur les revendications des chômeurs et envoie la police réprimer le mouvement. Le premier ministre Jospin affirme dans son discours du 21 janvier 1998 qu'il ne peut octroyer qu'un milliard de francs aux chômeurs (soit environ 300F par tête) et augmenter les minima sociaux que de 1,1 % (soit environ 25F/mois de plus pour un R.M.Iste). Le lendemain, le siège du parti socialiste à Paris est occupé par des chômeurs en colère, dont beaucoup participent à l'assemblée de Jussieu. L'aide d'urgence débloquée est immédiatement utilisée par l'administration, qui traite les "besoins réels" au cas par cas. Le mouvement retombe ensuite progressivement au mois de mars, avec l'entrée en scène officielle de la CGT, qui récupère une manifestation nationale (le 7 mars), sous le thème des 35 heures, qui sont négociées avec Lionel Jospin et qui marque la fin du mouvement.

### L'histoire d'une association de chômeurs: le Mouvement national des chômeurs et précaires
Le Mouvement national des chômeurs et précaires (MNCP) trouve ses origines dans le Syndicat des chômeurs fondé en 1982 par Maurice Pagat, chômeur de longue durée. En 1984, la première Maison des chômeurs est créée à Paris, rue de la Fontaine au Roi. Elle inspirera le fonctionnement des associations du MNCP, associant déjà services aux demandeurs d’emploi et activités militantes. Le 30 mai 1985, le Syndicat des chômeurs organise une première manifestation nationale à Paris. 5 000 à 7 000 personnes viennent de toute la France, malgré les difficultés financières et l’absence de soutien des médias. En 1986, Maurice Pagat crée à Bais, en Mayenne, un « centre d’expérimentation sociale » en milieu rural. Des chômeurs sont embauchés en « Tuc » pour la culture de produits fermiers. Premier essai, ancêtre des activités du MNCP dans le domaine de l’économie sociale et solidaire. La même année voit naître le Mouvement national des chômeurs et précaires réunissant le Syndicat national des chômeurs (surtout basé à Paris) et des associations de chômeurs dispersées dans toute la province. Les revendications qui ont traversé l’histoire du mouvement sont déjà là : présence des associations de chômeurs partout où leurs intérêts sont en jeu; instauration d’un revenu minimum équivalent à 2/3 du Smic (le Rmi n’existe pas encore); promotion d’un partage plus juste du travail et des revenus, notamment par le passage aux 35 heures; création d’une économie alternative créatrice d’emplois socialement utiles.
- Développement, crise et refondation

En 1987 a lieu à Bais une première rencontre européenne d’organisations de chômeurs. Neuf pays sont représentés. En 1988, les premiers « États généraux du chômage et de l’emploi » ont pour ambition d’associer toutes les forces sociales concernées : chercheurs, travailleurs sociaux, chômeurs. La dominante intellectuelle décourage certains : beaucoup de matière grise… mais peu de changements.
1992 est une date charnière. Le mouvement manque de s’effondrer par manque de moyens et en raison de divisions internes. Quand Maurice Pagat envisage de dissoudre le mouvement, il rencontre une résistance de la majorité des membres du bureau, dont les auteurs de cet article. Une Assemblée générale de refondation est convoquée tandis que Maurice Pagat prend ses distances. Les statuts donnent davantage de place aux associations locales, une charte est rédigée, dont l’essentiel figure aujourd’hui encore sur la carte d’adhésion. Le syndicat national des chômeurs quitte la fédération. Cependant, jamais le MNCP ne reniera son héritage.
En 1993, des syndicalistes de différentes fédérations (dont Sud et la Cfdt Anpe) proposent à différentes organisations de se fédérer pour prendre des initiatives communes contre le chômage. C’est le démarrage d’AC « Agir ensemble contre le chômage ». Le MNCP est sollicité et devient partie prenante. Une marche nationale vers Paris se déroule au printemps 1994. Jean Desessart, un des animateurs d’AC, sera le premier permanent salarié du MNCP.
Parti de la « CGT chômeurs » de Marseille, suscité par la réduction des fonds sociaux des Assedic, un large mouvement de chômeurs se développe durant l’hiver 97-98. L’opinion publique découvre la pauvreté et la dignité des chômeurs. AC, MNCP, CGT chômeurs et APEIS2 travaillent main dans la main et obtiennent un contact direct avec le gouvernement. Celui-ci tarde à réagir mais finit par relever les minima sociaux et par mettre en chantier une loi contre l’exclusion.
Dans la foulée, un mouvement européen s’ébauche avec les marches d’Amsterdam, de Cologne et les rassemblements de Bruxelles. Le MNCP sera également présent aux Forums sociaux européens de Paris, de Londres et d’Athènes. En 2004, la rentrée dans leurs droits des « recalculés » permet l’indemnisation de milliers de personnes. Les organisations de chômeurs ont appris à utiliser l’arme juridique et à faire plier l’État et les partenaires sociaux signataires de la convention Unedic.
Quel bilan ?
En 20 ans, au milieu de la montée permanente du chômage et de la précarité,la tendance n'a pu être inversée, et le mouvement n'a pas pu créer avec ses partenaires un grand mouvement de chômeurs. Le déficit de dialogue et de collaboration persiste avec des syndicats. Mais il a quand même réussi à être le « poil à gratter » de la société. Il a activement participé à la mise en route du Rmi en 1987 ; avec d’autres organisations de chômeurs, il a franchi les portes de l’ANPE au sein des « comités de liaison », obtenu l’indexation des minima sociaux et la création des Commissions d’action sociale d’urgence, été à l’origine de la loi contre l’exclusion et de ses différentes dispositions (énergie, téléphone et, plus tard, Cmu), fait rentrer dans leurs droits des centaines de recalculés. Le MNCP a aussi été « semeur d’idées » : maison de l’emploi, guichet unique, cumul entre assurance chômage, minima sociaux et activités salariales, etc. Il faut citer surtout cet élément : l’accueil fraternel fait dans ses associations à des milliers de demandeurs d’emploi, permettant redémarrages, rebondissements, décisions de se battre, découverte d’une vie collective et solidaire. Enfin, même si lemouvement n'est pas encore présent juridiquement dans les Assedic et les différentes instances où se décide le sort des chômeurs, sa représentativité est désormais reconnue : les chômeurs sont entrés dans le débat social. Ils ont pu quelque peu sortir de l’oubli, de la solitude et de la honte et retrouver un chemin de dignité.
1. Maurice Pagat, fondateur du MNCP, l’a quitté en 1992 pour fonder le réseau Partage.
2. Association pour l’emploi, l’information et la solidarité des chômeurs.
Texte issu de l'article :
Chantal Gautier et Joseph Boudaud, « Les 20 ans du Mouvement national des chômeurs et précaires », ceras, Le logement social, n° 294, septembre 2006, 2006, La Revue Projet, Publications,
document.php?id=2006
Chantal Gautier et Joseph Boudaud sont anciens membres du Conseil d’administration du MNCP (17 rue de Lancry 75010 Paris). Ce texte original reprend « l’évocation à deux voix » proposée à Clermont-Ferrand, en avril 2006, lors de la célébration des 20 ans du mouvement. « C’est le témoignage personnel de militants, fiers d’avoir contribué à le construire. »

## Mouvement en Allemagne
Certaines associations de chômeurs en Allemagne sont organisées classiquement, elles ont contribué aux manifestations à Cologne, mais l'Allemagne possède la particularité d'être le berceau de chômeurs refusant le travail salarié : chômeurs heureux, qui éditent des tracts d'inspiration situationniste pour appeler à la désertion du système capitaliste.

## Filmographie
- Le chômage a une histoire (France) de Gilles Balbastre, 2001.